# Rehfelde
Rehfelde, även kallad Rehfelde bei Strausberg, är en kommun och ort i östra Tyskland, belägen i Landkreis Märkisch-Oderland i förbundslandet Brandenburg, omkring 30 kilometer öster om Berlin och söder om staden Strausberg. De tidigare kommunerna Werder och Zinndorf uppgick i Rehfelde den 26 oktober 2003. Kommunen administreras som en del av kommunalförbundet Amt Märkische Schweiz, vars säte ligger i den närbelägna staden Buckow (Märkische Schweiz).

## Administrativ indelning
Rehfelde ingår som del av kommunalförbundet Amt Märkische Schweiz och kommunadministrationen är därigenom till stor del delegerad till den gemensamma amtsadministrationen i Buckow. Kommunen underindelas i tre orter som utgör administrativa kommundelar, Ortsteile: 
- Alt-Rehfelde med Rehfelde, Herrensee och Rehfelde-Dorf
- Werder
- Zinndorf med Zinndorf och Heidekrug

## Befolkning
| 1875 | 1 236 |
| 1890 | 1 277 |
| 1910 | 1 501 |
| 1925 | 2 164 |
| 1933 | 2 843 |
| 1939 | 3 254 |
| 1946 | 3 395 |
| 1950 | 3 659 |
| 1964 | 3 423 |
| 1971 | 3 576 |

| 1981 | 3 234 |
| 1985 | 3 084 |
| 1989 | 2 912 |
| 1990 | 2 849 |
| 1991 | 2 841 |
| 1992 | 2 831 |
| 1993 | 2 873 |
| 1994 | 2 941 |
| 1995 | 3 045 |
| 1996 | 3 210 |

| 1997 | 3 383 |
| 1998 | 3 687 |
| 1999 | 3 893 |
| 2000 | 4 088 |
| 2001 | 4 245 |
| 2002 | 4 419 |
| 2003 | 4 510 |
| 2004 | 4 569 |
| 2005 | 4 568 |
| 2006 | 4 587 |

| 2007 | 4 551 |
| 2008 | 4 502 |
| 2009 | 4 462 |
| 2010 | 4 457 |
| 2011 | 4 507 |
| 2012 | 4 551 |
| 2013 | 4 575 |

## Vänorter
- Zwierzyn, Powiat strzelecko-drezdenecki i Västpommerns vojvodskap, Polen.